# Будинок Маранца
Будинок Маранца (місто Хмельницький, вул. Проскурівська, 46) — житловий будинок 1880-х років з, який належав потомственному почесному громадянину міста Проскурова, промисловцю Соломону Маранцу. Пам'ятка архітектури місцевого значення.

## Історія
Побудований у 1880-х рр. і належав купцю, потомственому почесному громадянину Соломону Маранцу — одному із найбагатших мешканців Проскурова кінця XIX — початку XX ст. Він вів торгівлю переважно цукром і гасом, здавав в оренду численну свою нерухомість, володів паровим млином і цукровим заводом. «Цукрозаводчик» С. Маранц мав одну з найкращих садиб у місті із двоповерховим особняком в оточенні чудового саду. На початку 1900-х років С. Маранц надав свій будинок у розпорядження Громадських зборів — такого собі органа місцевого самоврядування, до якого входило 96 найвпливовіших проскурівчан. На своїх засіданнях вони приймали рішення (т.зв. «присуди») стосовно різних питань міського життя, та направляли їх до міської думи. Як правило, дума до таких «присудів» прислуховувалась та брала до виконання.
З перших днів радянської влади будинок Маранца опинився в розпорядженні штабу окремої кавалерійської бригади Г.Котовського, пізніше тут знаходились різні радянські й військові установи. Недобру славу будинку з колонами принесли 1930-ті рр. Спочатку тут до 1938 р., знаходилося окружне відділення НКВС, а згодом, до 1941 р. — особливий відділ НКВС 5-ї армійської кавалерійської групи. У жахливі роки сталінських репресій у прилягаючих до цього будинку підвалах були знищені тисячі безневинних людей.
Нове життя для колишнього будинку Маранца розпочалося у післявоєнні роки, коли тут розташувався Палац піонерів. В 1989 р. Палац піонерів переїхав у нове приміщення, що було споруджено на вул. Прибузькій (нині — Палац творчості дітей і юнацтва), а в будинку № 46 розмістився обласний театр ляльок, який був заснований у 1970 р.

## Архітектура
Двоповерховий, цегляний, тинькований, у плані — Т-подібний. Витриманий у класичному стилі. На головному фасаді домінує портик з чотирма колонами іонічного ордеру, який увінчаний масивним трикутним фронтоном з напівциркульним слуховим вікном по центру. Середні колони портика утримують балкон, оздоблений балюстрадою. Деталі декору і підкреслено пофарбуванням. У 20 ст. будинок кілька разів перебудовувався, поки не набув свого остаточного вигляду.